# Chloroclystis azumai
Chloroclystis azumai är en fjärilsart som beskrevs av Inoue 1971. Chloroclystis azumai ingår i släktet Chloroclystis och familjen mätare. Inga underarter finns listade i Catalogue of Life.